# ミッキーマウス作戦
ミッキーマウス作戦（ミッキーマウスさくせん）は、第二次世界大戦中にナチス・ドイツによって行われた、ハンガリー王国摂政の息子の誘拐によって同盟国ハンガリーの連合国との講和を阻止する作戦。1944年10月15日決行。この作戦は講和阻止につながらなかったが、続くパンツァーファウスト作戦によって目的は達成される。

## 作戦概要
第二次世界大戦末期、ドイツの同盟国ハンガリーが連合国と講和条約を結ぶ動きを見せていた。これを阻止するため、オットー・スコルツェニーのもと行われたのがミッキーマウス作戦である。作戦目標は、ハンガリーの摂政ホルティ・ミクローシュ提督の次男ホルティ・ミクローシュ・ジュニア (en) を誘拐し、ホルティ提督に講和への翻意を促すことにあった。誘拐には成功したが、ホルティ提督は翻意を拒んで休戦声明が発表され、目的は達成できなかった。これに続いて行われたパンツァーファウスト作戦によって、目的を達成している。

## 経過
ドイツ幹部の内輪な夕食会で、アドルフ・ヒトラーからオットー・スコルツェニーに同盟国ハンガリーの連合国との講和の動きを阻止するように指令が出される。
オットーはヴォルフ博士という偽名を使い、自らブダペスト市街を偵察して回った。その情報検討の結果、オットーらSSフリーデンタール駆逐戦隊はドイツ軍公安部隊と共同でミッキーマウス作戦を立案する。誘拐の対象である次男ミクローシュは、ホルティ提督に溺愛された放蕩息子であった。
1944年10月15日に決行され、誘拐は成功したが、ホルティはその脅迫を受け入れず、休戦声明を発表した。